# Крістіан Педер Крюссінг
Крістіан Педер Крюссінг (дан. Christian Peder Kryssing; 7 липня 1891, Коллінг — 7 липня 1976, Гадерслев) — данський доброволець військ СС, бригадефюрер СС і генерал-майор військ СС.

## Біографія
Виходець із сім'ї спадкових військових. З ранніх років на військовій службі. В 1930-х роках став прихильником націонал-соціалізму, після капітуляції Данії 9 квітня 1940 року висловив готовність співпрацювати з окупаційною владою.
3 липня 1941 року Крістіан Педер Крюссінг був призначений командиром добровольчого корпусу «Данія», який воював на Східному фронті. 23 лютого 1942 року через розбіжності між ним і більш нацистськи налаштованими офіцерами знятий з поста і переведений в 5-ту танкову дивізію СС «Вікінг». В кінці Другої світової війни опинився в англійському полоні. Звільнений в 1948 року. В Данії був засуджений до 5 років ув'язнення за колабораціонізм. Після війни політикою не займався.

## Звання
- Капітан (1 квітня 1927)
- Підполковник (1 листопада 1937)
- Оберштурмбаннфюрер СС (19 липня 1941)
- Штандартенфюрер СС (30 січня 1943)
- Оберфюрер СС (20 квітня 1943)
- Бригадефюрер СС і генерал-майор військ СС (1 серпня 1943) — перший іноземний доброволець, який став генералом СС.

## Нагороди
- Орден Данеброг, лицарський хрест
- Залізний хрест 2-го і 1-го класу